# رابرت فوث
رابرت فوث (انگلیسی: Robert Foth؛ زادهٔ july ۳, ۱۹۵۸ (۶۶ سال)) ورزشکار ورزش تیراندازی اهل ایالات متحده آمریکا است.
وی در مسابقات کشوری و بین‌المللی در مجموع برندهٔ ۱ مدال نقره شده‌است.